# Nordhessische Neue Zeitung
Die Nordhessische Neue Zeitung war eine Regionalzeitung, die zwischen dem 1. Mai 2005 und dem 15. Januar 2008 als gedruckte Ausgabe erschien. Die  IG Metall Nordhessen unterstützte die Herausgabe der achtseitigen Printausgabe im Berliner Format sowie die Internetseite Nordhessische.de – Nachrichten für Nordhessen bis Ende 2008. Die Printausgabe erschien in Auflagegrößen von 31.000 bis 50.000 Exemplaren. Sie wurde kostenlos in Betrieben, Wohngebieten und in der Kasseler Innenstadt verteilt sowie in Geschäften und gastronomischen Einrichtungen ausgelegt.
Die Nordhessische thematisierte neben der Arbeits- und Gewerkschaftswelt vor allem soziale, kulturelle und ökologische Fragen und lokale politische Ereignisse. Die Gründung der Zeitung erfolgte vor dem Hintergrund der Monopolstellung der örtlichen Lokalzeitung HNA. Ideengeber und Gründer war der im Juli 2005 gestorbene Journalist Rüdiger Kreissl, der zuvor viele Jahre für die HNA gearbeitet hatte, unter anderem als Chefreporter. Kreissl war nach der Trennung von der HNA freier Mitarbeiter des Hessischen Rundfunks und ab 2004 Wahlkampfmanager des Kasseler Oberbürgermeister Bertram Hilgen (SPD). Nach dem Tod Kreissls wurde der Journalist Martin Sehmisch neuer Chefredakteur.
Im Februar 2007 startete die Zeitung eine tagesaktuelle Präsenz im Internet. Am 15. Januar 2008 erschien die letzte Print-Ausgabe der Nordhessischen Neuen Zeitung. Anschließend betrieb die Zeitung eine Nachrichtenseite im Internet.
Vom 1. Februar 2009 bis 31. Dezember 2011 war Nordhessische.de ein Projekt des Vereins Nordhessen Media e.V. Vom 1. Januar 2012 an war Sehmisch Herausgeber der Online-Zeitung.
Die Redaktion hatte ihren Sitz in Kassel.
Anfang 2013 wurde die Online-Zeitung vom Netz genommen.